# セルテ
セルテ (CERTE) は、神奈川県横浜市中区真砂町にある日本開発株式会社が運営するショッピングセンター。

## 概要
1967年11月に横浜センタービルとして開業。
2017年7月に開業50周年に合わせ、外装のリニューアル工事を実施した。
関内駅前北口地区市街地再開発事業（2029年度完了目標）のため、今後は取り壊しが予定されている。
マスコットキャラクターはイノブタをモチーフにしたBooタン。

## 主なテナント
- 大戸屋[7]
- 食品館あおば[8]
- 銀座コージーコーナー[9]
- テアトルアカデミー横浜校[10]
- ダイソー[11]
- はま寿司[12]
- ハックドラッグ[13]
- アデランス
- LAVA[14]

## 交通アクセス

### 鉄道
- JR根岸線 関内駅北口 徒歩0分[15]
- 横浜市営地下鉄ブルーライン 関内駅2番出口 徒歩1分

### 路線バス
- 尾上町バス停 徒歩1分[16]
- 羽衣町バス停 徒歩2分